# Steffen Engelmohr
Steffen Engelmohr (* 5. August 1941) war Fußballspieler in Dresden. Für die SG Dynamo Dresden spielte er in der DDR-Oberliga, der höchsten Spielklasse des DDR-Fußballverbandes. 
Nachdem Engelmohr seine Fußball-Laufbahn als Nachwuchsspieler bei der kleinen Dresdner Betriebssportgemeinschaft (BSG) Lokomotive Mitte begonnen hatte, spielte er ab 1960 mit der ersten Männermannschaft der BSG Lok Dresden in der damals viertklassigen Bezirksliga Dresden. Gleich in seinem ersten Jahr gewann er mit Lok Dresden den Bezirksfußballpokal. Zu Beginn der Rückrunde der Fußballsaison 1962/63 delegierte die BSG Lok Engelmohr zur SG Dynamo Dresden, die sich als Neuling in der DDR-Oberliga in akuter Abstiegsgefahr befand und außerdem die ausgeschiedenen Routiniers Paul Fröhlich und Eberhard Fischer zu ersetzen hatten. Der gelernte Stürmer Engelmohr wurde in seinen ersten Spielen bei Dynamo jedoch hauptsächlich als Verteidiger für den nicht einsatzbereiten Horst Wühn aufgeboten. Bis zum Ende der Saison kam Engelmohr neunmal in der Oberliga zum Einsatz. Dynamo Dresden konnte den Klassenerhalt nicht sichern, und so spielte Engelmohr 1963/64 in der zweitklassigen DDR-Liga. Nach der sofortigen Rückkehr in die Oberliga kam Engelmohr 1964/65 nun hauptsächlich als Angreifer auf der linken Innenposition zum Einsatz. Obwohl er verletzungsbedingt nur 16 Spiele absolvieren konnte, war er mit sechs Toren zweitbester Schütze seiner Mannschaft. Auch 1965/66 kam er nicht voll zum Einsatz und bestritt nur 14 von 26 Oberligapunktspielen. Mit Beginn der Saison 1966/67 wurde Engelmohr in das Mittelfeld zurückbeordert und bestritt in dieser Spielzeit mit 21 Einsätzen seine meisten Oberligaspiele. Nachdem er 1967/68 nur noch viermal in Oberligaspielen aufgeboten wurde, verließ er zum Saisonende Dynamo Dresden. In seinen sechs Dynamojahren absolvierte er 63 Oberligaspiele, in denen er zwölf Tore erzielte. 
Zu Beginn der Spielzeit 1968/69 wechselte Engelmohr zum Lokalrivalen Fußballspielvereinigung (FSV) Lokomotive Dresden. Diese hatte trotz der Namensähnlichkeit nichts mit Engelmohrs früherer Gemeinschaft BSG Lok zu tun und spielte in der DDR-Liga. Für die FSV Lok spielte Engelmohr bis 1973. Von den in dieser Zeit ausgetragenen 132 DDR-Liga-Spielen bestritt er 97 Partien, in denen er zehn Tore erzielte. Anschließend beendete Steffen Engelmohr seine Laufbahn als Leistungssportler.